# Eva Háková
Eva Háková z d. Burešová (ur. 8 lipca 1969 w Karlowych Warach) – czeska biathlonistka reprezentująca też Czechosłowację, trzykrotna medalistka mistrzostw świata.

## Kariera
W zawodach Pucharu Świata zadebiutowała 19 stycznia 1989 roku w Borowcu, zajmując 18. miejsce w biegu indywidualnym. Tym samym już w debiucie zdobyła pierwsze punkty. Na podium zawodów pucharowych pierwszy raz stanęła 17 grudnia 1992 roku w Pokljuce, kończąc rywalizację w tej samej konkurencji na drugiej pozycji. W zawodach tych rozdzieliła dwie Francuzki: Anne Briand i Corinne Niogret. W kolejnych startach jeszcze jeden raz stanęła na podium: 15 stycznia 1993 roku w Ridnaun zajęła trzecie miejsce w biegu indywidualnym. Najlepsze wyniki osiągnęła w sezonie 1992/1993, kiedy zajęła 11. miejsce w klasyfikacji generalnej.
Podczas mistrzostw świata w Feistritz w 1989 roku wspólnie z Renatą Novotną i Jiřiną Adamičkovą zdobyła brązowy medal w sztafecie. Był to pierwszy w historii medal dla Czechosłowacji w tej konkurencji. Na rozgrywanych trzy lata później mistrzostwach świata w Nowosybirsku razem z Gabrielą Suvovą, Janą Vápeníkovą i Jiřiną Adamičkovą zajęła trzecie miejsce w biegu drużynowym. Ponadto podczas mistrzostw świata w Borowcu w 1993 roku zdobyła złoty medal w sztafecie, pierwszy w historii dla Czech w tej konkurencji. Startowała tam z Vápeníkovą, Pelcovą (Adamičkovą) i Ivetą Knížkovą. Na tej samej imprezie była też między innymi szósta w biegu indywidualnym.
W 1994 roku wystartowała na igrzyskach olimpijskich w Lillehammer, zajmując 35. miejsce w biegu indywidualnym, 9. w spricie i 7. w sztafecie. Na rozgrywanych cztery lata później igrzyskach w Nagano zajęła 53. miejsce w biegu indywidualnym, 26. w sprincie i 6. w sztafecie. Brała też udział w igrzyskach olimpijskich w Salt Lake City w 2002 roku, plasując się na 35. pozycji w biegu indywidualnym, 34. w sprincie, 25. w biegu pościgowym i 8. w sztafecie.

## Osiągnięcia

### Igrzyska olimpijskie
| Rok  | Miejscowość    | Konkurencje | Konkurencje | Konkurencje | Konkurencje | Konkurencje | Konkurencje | Konkurencje |
| Rok  | Miejscowość    | IN          | SP          | PU          | MS          | RL          | MR          | SR          |
| ---- | -------------- | ----------- | ----------- | ----------- | ----------- | ----------- | ----------- | ----------- |
| 1994 | Lillehammer    | 35.         | 9.          | nd.         | nd.         | 7.          | nd.         | –           |
| 1998 | Nagano         | 53.         | 26.         | nd.         | nd.         | 6.          | nd.         | –           |
| 2002 | Salt Lake City | 35.         | 34.         | 25.         | nd.         | 8.          | nd.         | –           |

### Mistrzostwa świata
| Rok  | Miejscowość      | Konkurencje | Konkurencje | Konkurencje | Konkurencje | Konkurencje | Konkurencje | Konkurencje |
| Rok  | Miejscowość      | IN          | SP          | PU          | MS          | RL          | MR          | SR          |
| ---- | ---------------- | ----------- | ----------- | ----------- | ----------- | ----------- | ----------- | ----------- |
| 1989 | Feistritz        | 29.         | 21.         | nd.         | nd.         | 3.          | nd.         | –           |
| 1992 | Nowosybirsk      | nd.         | nd.         | nd.         | nd.         | nd.         | nd.         | –           |
| 1993 | Borowec          | 6.          | 48.         | nd.         | nd.         | 1.          | nd.         | –           |
| 1995 | Anterselva       | 23.         | 9.          | nd.         | nd.         | 12.         | nd.         | –           |
| 1996 | Ruhpolding       | 47.         | 16.         | nd.         | nd.         | 7.          | nd.         | –           |
| 1998 | Pokljuka         | nd.         | nd.         | 27.         | nd.         | nd.         | nd.         | –           |
| 1999 | Kontiolahti/Oslo | 19.         | 42.         | –           | –           | 11.         | nd.         | –           |
| 2000 | Oslo/Lahti       | 28.         | 48.         | 46.         | –           | 10.         | nd.         | –           |

### Puchar Świata

#### Miejsca w klasyfikacji generalnej
| Sezon     | Miejsce |
| --------- | ------- |
| 1988/1989 | 35.     |
| 1989/1990 | 27.     |
| 1991/1992 | 30.     |
| 1992/1993 | 11.     |
| 1993/1994 | 21.     |
| 1994/1995 | 22.     |
| 1995/1996 | 21.     |
| 1996/1997 | 18.     |
| 1997/1998 | 27.     |
| 1998/1999 | 18.     |
| 1999/2000 | 42.     |
| 2001/2002 | 78.     |

#### Miejsca na podium w zawodach chronologicznie
| Lp. | Dzień       | Rok  | Miejscowość | Konkurencja                | Lokata | Pudła   | Czas biegu | Strata  | Zwycięzca       |
| --- | ----------- | ---- | ----------- | -------------------------- | ------ | ------- | ---------- | ------- | --------------- |
| 1.  | 17 grudnia  | 1992 | Pokljuka    | Bieg indywidualny na 15 km | 2.     | 1+0+1+0 | 52:36,0    | +1:11,3 | Anne Briand     |
| 2.  | 15 stycznia | 1993 | Ridnaun     | Bieg indywidualny na 15 km | 3.     | 1+0+1+1 | 49:53,2    | +2:11,3 | Anfisa Riezcowa |